# Elisabeth Böhm (Politikerin)

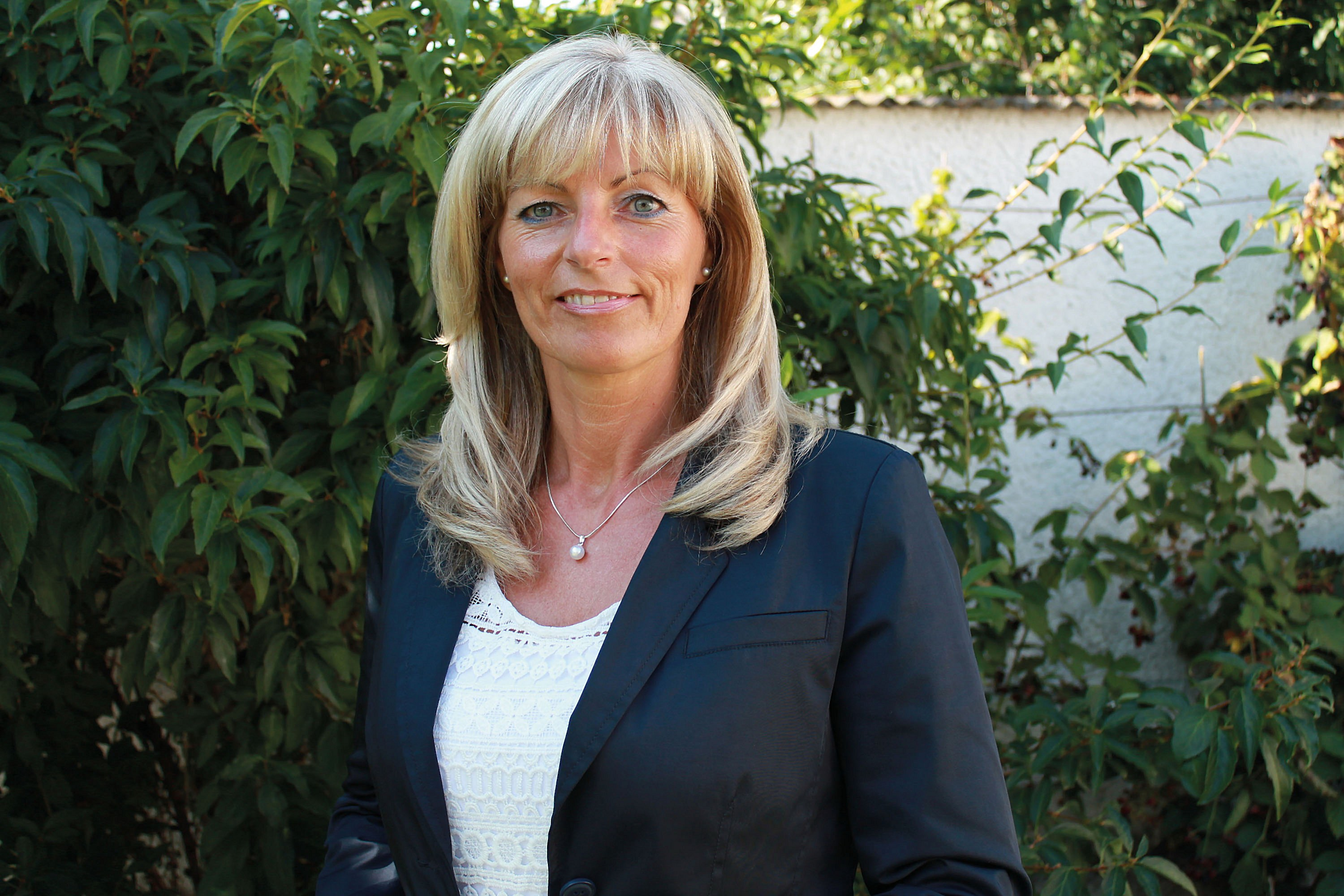
Elisabeth Böhm (2017)

Elisabeth Böhm (* 9. Oktober 1969 in Wien) ist eine österreichische Politikerin der Sozialdemokratischen Partei Österreichs (SPÖ). Seit 2017 ist sie Bürgermeisterin von Neusiedl am See und seit Oktober 2019 Abgeordnete zum Burgenländischen Landtag.

## Leben
Elisabeth Böhm besuchte nach der Volks- und Hauptschule in Neusiedl am See die Bundeshandelsschule in Frauenkirchen. Bis 2017 war sie als Angestellte beim Wasserleitungsverband Nördliches Burgenland tätig. Sie ist verheiratet und Mutter einer Tochter und eines Sohnes.
Ab 2002 war sie Mitglied des Gemeinderates in Neusiedl am See, 2007 wurde sie Stadträtin und 2012 Vizebürgermeisterin. Am 29. Oktober 2017 wurde sie im Zuge der Gemeinderatswahl in einer Stichwahl gegen Thomas Halbritter (ÖVP) zur Nachfolgerin von Kurt Lentsch (ÖVP) und damit zur ersten Frau in der Geschichte der Stadt in diesem Amt gewählt. Außerdem ging damit der Bürgermeistersessel der Stadt erstmals an die SPÖ. Am 8. November 2017 wurde sie als Bürgermeisterin angelobt. Sie ist SPÖ-Vorsitzende in Neusiedl am See, Mitglied im SPÖ-Bezirkspräsidium und im Bezirksvorstand sowie im SPÖ-Landesvorstand, außerdem stellvertretende Bezirksvorsitzende der SPÖ-Frauen.
Am 17. Oktober 2019 wurde sie in der XXI. Gesetzgebungsperiode als Abgeordnete zum Burgenländischen Landtag angelobt, wo sie dem Finanz-, Budget- und Haushaltsausschuss, dem  Rechtsausschuss, dem Sozialausschuss sowie dem Wirtschaftsausschuss angehört. Sie rückte für Christian Drobits nach, der in den Nationalrat gewählt wurde. Nachdem Drobits auf einem Vorzugsstimmenmandat saß, musste erst Doris Prohaska auf das Bezirksmandat nachrücken, damit Böhm das Landesmandat von Prohaska übernehmen konnte.
Im November 2021 wurde Böhm als Nachfolgerin von Ingrid Salamon zur Landesvorsitzenden des Österreichischen Städtebundes gewählt. Bei der Wahl im Oktober 2022 wurde sie mit rund 52 Prozent der Stimmen als Bürgermeisterin bestätigt.